# مارغريت جاكسون
مارغريت جاكسون (بالإنجليزية: Margaret Anne Jackson)‏ هي منفذة ‏ أسترالية، ولدت في 17 مارس 1953.